# Bill Luther

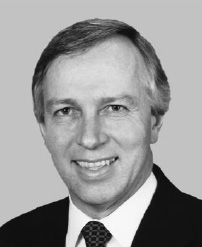
Bill Luther

William Paul „Bill“ Luther (* 27. Juni 1945 in Fergus Falls, Otter Tail County, Minnesota) ist ein US-amerikanischer Politiker. Zwischen 1995 und 2003 vertrat er den Bundesstaat Minnesota im US-Repräsentantenhaus.

## Werdegang
Bill Luther besuchte bis 1963 die Fergus Falls High School. Danach studierte er bis 1970 an der University of Minnesota unter anderem Jura und begann dann als Rechtsanwalt zu arbeiten. In den Jahren 1970 und 1971 war er auch Bundesstaatsanwalt am Berufungsgericht des achten Gerichtsbezirks. Politisch wurde er Mitglied der Demokratischen Partei, die sich in Minnesota seit einer Fusion im Jahr 1944 Democratic-Farmer-Labor-Party nennt.
In den Jahren 1975 und 1976 saß Luther als Abgeordneter im Repräsentantenhaus von Minnesota; von 1977 bis 1994 gehörte er dem Staatssenat an. Seit 1983 war er stellvertretender Fraktionsleiter der Demokraten. Bei den Kongresswahlen 1994 wurde Luther im sechsten Wahlbezirk von Minnesota in das US-Repräsentantenhaus in Washington, D.C. gewählt, wo er am 3. Januar 1995 die Nachfolge des in den Senat gewechselten Republikaners Rod Grams antrat. Nach drei Wiederwahlen konnte er bis zum 3. Januar 2003 vier zusammenhängende Legislaturperioden im Kongress absolvieren.
Im Jahr 2002 wurde Luther nicht wiedergewählt. Das lag teilweise auch daran, dass er diesmal im zweiten Distrikt kandidierte, in dem die Republikanische Partei stärker war. Im Jahr 2006 bewarb er sich erfolglos für die Nominierung seiner Partei für die Wahl zum Attorney General von Minnesota.